# Dibranchus discors
Dibranchus discors är en fiskart som beskrevs av Bradbury, Mccosker och Long, 1999. Dibranchus discors ingår i släktet Dibranchus och familjen Ogcocephalidae. Inga underarter finns listade i Catalogue of Life.